# Rolf Wolff

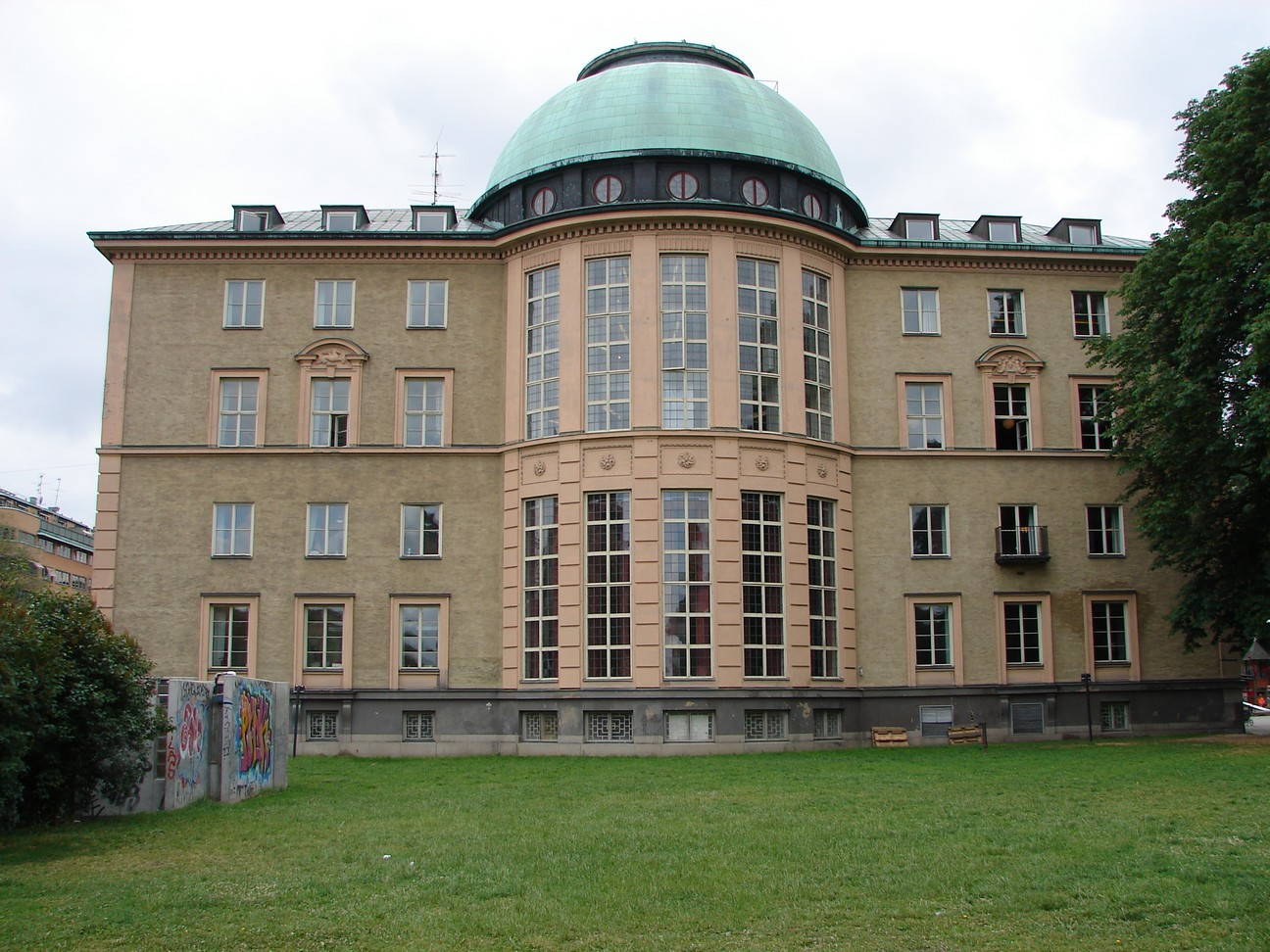
Professor Rolf Wolff var rektor för Handelshögskolan i Stockholm mellan 1 juli 2012 och 16 maj 2013.

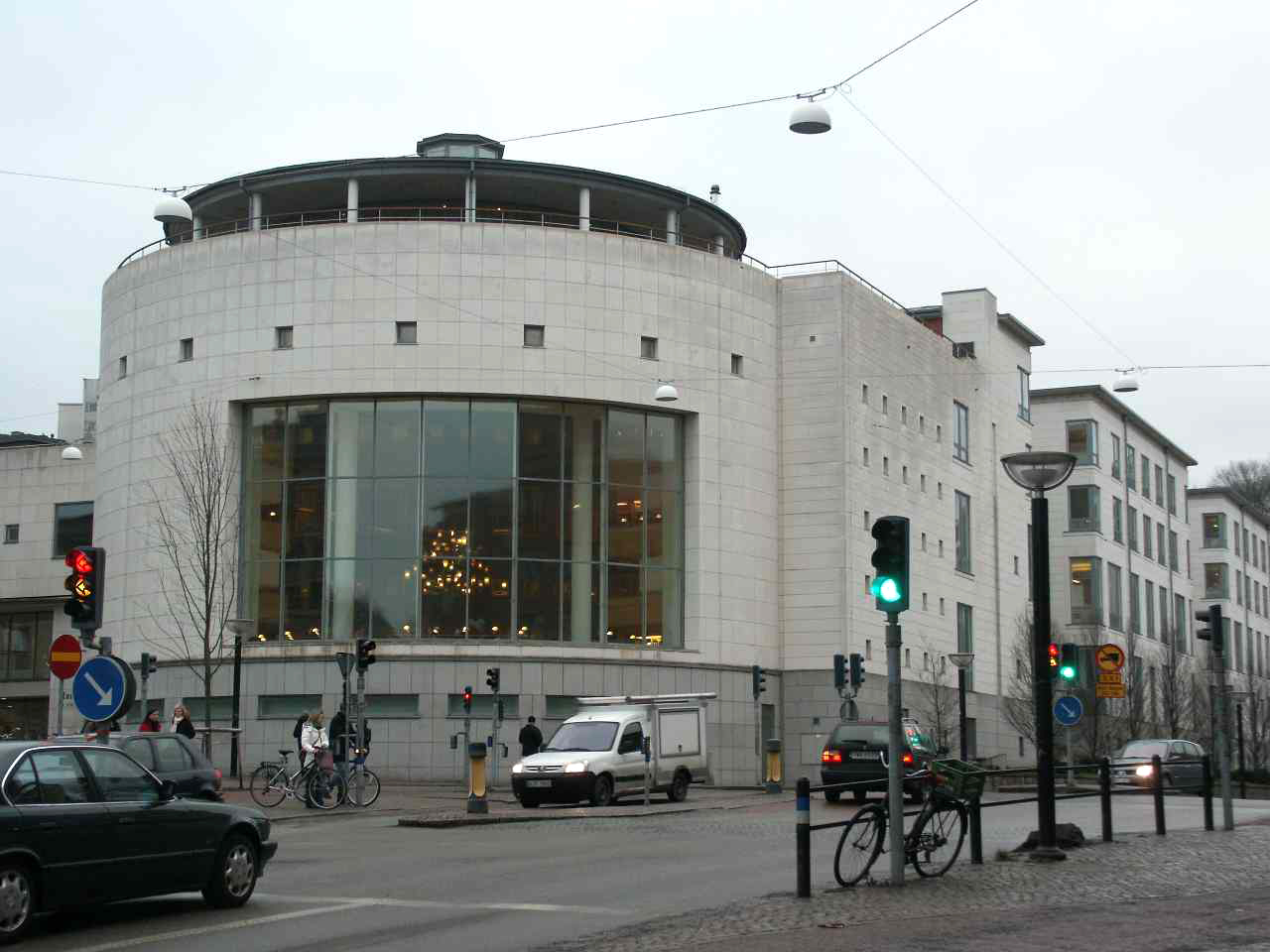
Wolff var rektor vid Handelshögskolan vid Göteborgs universitet 2000–2010

Rolf Wolff, född 12 januari 1953 i Wuppertal i Tyskland, död 25 oktober 2021 i Göteborg, var professor i företagsekonomi och rektor vid EBS Universität für Wirtschaft und Recht in Wiesbaden från september 2013 till 2015. Wolff hade tidigare verkat som rektor för Handelshögskolan i Stockholm och Handelshögskolan vid Göteborgs universitet. Wolff innehade professurer på Handelshögskolan vid Göteborgs universitet, Copenhagen Business School och Chalmers Tekniska Högskola. Han fick i maj 2013 avgå från uppdraget som rektor vid Handelshögskolan i Stockholm under uppmärksammade former efter att ha medverkat i rekryteringen av en chef som före anställningen dömts till fängelsestraff och för att ha anklagats för att ha återgett felaktiga uppgifter i media.

## Akademisk karriär
Rolf Wolff hade en masterexamen i företagsekonomi från Bergische Universität Wuppertal. Han inledde sin forskarutbildning på Handelshögskolan vid Göteborgs universitet 1977 och tog en masterexamen i samhällsvetenskap vid Göteborgs universitet 1979 (uppsatshandledare Walter Goldberg). Han doktorerade 1981 vid Bergische Universität Wuppertal (handledare Ekkehard Kappler, Wuppertal, och Bo Hedberg, Stockholms universitet) och blev 1984 docent i företagsekonomi vid Handelshögskolan i Stockholm.  
Rolf Wolff grundade och var 1986–1988 dekan för företagsekonomiska fakulteten vid Nordische Universität Flensburg (Tyskland), ett av de första privata högskoleinitiativen i Tyskland. 1990 startade han GRI, Gothenburg Research Institute, vid Handelshögskolan vid Göteborgs universitet för vilket han också var föreståndare fram till 1997 då han blev professor vid Copenhagen Business School. År 2000 tillträdde han tjänsten som rektor för Handelshögskolan vid Göteborgs universitet, en position han innehade till 2010. 2012 utsågs Rolf Wolff till rektor för Handelshögskolan i Stockholm, en tjänst han lämnade i maj 2013. Från oktober 2013 till 2015 var han rektor för EBS Universität, Wiesbaden.
Wolff var sedan 2008 ledamot av Ingenjörsvetenskapsakademien.
Wolff satt i EQUIS Awarding Body, som utvärderar de s.k. Peer Review Reports som ett utvärderingsteam skriver om universitet och högskolor, som ansöker om en EQUIS-ackreditering.

## Avsked från Handelshögskolan i Stockholm
Under 2013 uppmärksammades att Justin Jenk, en nyrekryterad chef till Handelshögskolans vidareutbildningsverksamhet IFL, dömts till fängelse för insiderbrott i Grekland. . Rolf Wolffs roll i rekryteringen av Jenk ifrågasattes. Vid en intervju i tidningen Dagens industri återgav Wolff en version av rekryteringsprocessen som kom att ifrågasättas, då kritiker menade att han ljög om sin roll i rekryteringen. Vidare uppmärksammade media att rektorns CV innehöll oklarheter om hans akademiska bakgrund samt att uppgifter på Handelshögskolans webbplats ändrades flera gånger. Även det faktum att uppgifter om Wolff på svenskspråkiga Wikipedia ändrades av en användare med ett användarnamn som antydde anknytning till Handelshögskolan fick uppmärksamhet.
16 maj 2013 tillkännagav Handelshögskolans styrelse via styrelseordförande Erik Åsbrink att man utsett professor Karl-Olof Hammarkvist till tillförordnad rektor och ersättare till Wolff som fick lämna skolan.